# Бондарко, Александр Владимирович
Алекса́ндр Влади́мирович Бонда́рко (15 ноября 1930, Ленинград — 29 марта 2016, Санкт-Петербург) — советский и российский лингвист, доктор филологических наук, профессор, член-корреспондент РАН с 30 мая 1997 года по Отделению литературы и языка (языкознание). Труды по русскому языку, аспектологии, славистике, теории грамматики. Один из главных создателей «функциональной грамматики».

## Биография
Родился в семье Владимира Васильевича и Александры Леонтьевны Бондарко. Учился в Петришуле в 1944—1948 годах. Окончил филологический факультет Ленинградского университета (1954), специализировался как богемист — специалист по чешскому языку. Поступил в аспирантуру к Ю. С. Маслову. Кандидатская диссертация «Настоящее историческое глаголов несовершенного и совершенного видов в славянских языках» (1958; опубликована в 2005 году); докторская диссертация «Система времён русского глагола (в связи с проблемой функционально-семантических и грамматических категорий)» (1968).
Преподавал в Ленинградском педагогическом институте, был деканом факультета русского языка и литературы. С 1971 года — в Ленинградском отделении Института языкознания АН СССР, заведовал отделом теории грамматики (с 1981). Член редколлегии академической «Русской грамматики» под общей редакцией Н. Ю. Шведовой (1980), где им написан ряд разделов о глаголе. В последние годы по совместительству преподавал в СПбГУ и РГПУ им. А. И. Герцена.
С 1975 года был женат  на лингвисте Т. В. Рождественской (род. 1945), младшей дочери поэта Всеволода Рождественского. Сыновья: математик В. А. Бондарко (род. 1956) и лингвист Н. А. Бондарко (род. 1975), внук — математик М. В. Бондарко (род. 1977).
Похоронен на Серафимовском кладбище Санкт-Петербурга.

## Научная деятельность
Основные исследования посвящены грамматической семантике русского глагола (вид и время), общей теории морфологических категорий и грамматического значения. Разрабатываемая А. В. Бондарко теория функциональной грамматики в значительной степени связана с традициями Ленинградской грамматической школы 1930—1950-х годов; она опирается на описание языка «от смысла к форме» и концепцию функционально-семантического поля, ядром которого являются грамматические средства, а периферией — лексические. Под редакцией А. В. Бондарко опубликован ряд тематических сборников научных статей по функциональному анализу грамматических категорий и единиц (1973, 1976, 1980, 1986), а затем серия коллективных монографий «Теория функциональной грамматики» в 6 томах (1987—1996), оказавшая большое влияние на развитие грамматических исследований в России. Эта серия стала фактическим свидетельством окончательного формирования одного из направлений российской функциональной лингвистики — Петербургской школы функциональной грамматики (ПШФГ). Принципы ПШФГ были далее развиты в изданных под редакцией А. В. Бондарко коллективных трудах: монографии «Межкатегориальные связи в грамматике» и в серии монографий «Проблемы функциональной грамматики» (2000—2013).

## Основные работы
- Русский глагол. Л., 1967 (в соавторстве с Л. Л. Буланиным).
- Вид и время русского глагола (значение и употребление). Л., 1971.
- Грамматическая категория и контекст. Л.: Наука, 1971. — 114 с.
- Теория морфологических категорий. Л., 1976 (2-е изд. — М., 2005 под загл. «Теория морфологических категорий и аспектологические исследования»).
- Грамматическое значение и смысл. Л.: Наука, 1978. — 176 с.
- Принципы функциональной грамматики и вопросы аспектологии. Л., 1983 (изд. 2-е, стереотипное, — М., 2001).
- Функциональная грамматика. Л., 1984.
- Проблемы грамматической семантики и русской аспектологии. СПб., 1996.
- Основы функциональной грамматики: языковая интерпретация идеи времени. СПб., 1999. (доп. изд. — СПб., 2001).
- Теория значения в системе функциональной грамматики: на материале русского языка. М.: Языки славянской культуры, 2002. — 736 с.
- Теоретические проблемы русской грамматики. СПб.: Изд-во СПбГУ, 2004.
- Категоризация в системе грамматики. М.: Языки славянских культур, 2011. — 488 с.